# Stelios Giannakopoulos
Stylianos Giannakopoulos (*Atenas, Grecia, 12 de julio de 1974) es un exfutbolista y entrenador griego. Jugaba de volante y su primer equipo fue Ethnikos Asteras.

## Selección nacional
Ha sido internacional con la Selección de fútbol de Grecia, ha jugado 77 partidos internacionales y ha anotado 12 goles.

## Clubes
| Club             | País       | Año       |
| ---------------- | ---------- | --------- |
| Ethnikos Asteras | Grecia     | 1992-1993 |
| Paniliakos       | Grecia     | 1993-1996 |
| Olimpiakos CFP   | Grecia     | 1996-2003 |
| Bolton Wanderers | Inglaterra | 2003-2008 |
| Hull City        | Inglaterra | 2008      |
| AEL Larissa      | Grecia     | 2009      |

## Palmarés

### Copas internacionales
| Título   | Club (*) | País     | Año  |
| -------- | -------- | -------- | ---- |
| Eurocopa | Grecia   | Portugal | 2004 |

(*) = incluye la selección nacional.